# Jan I Zwycięski
Jan I Zwycięski (ur. w 1252 lub 1253 r., zm. 3 maja 1294 r. w Lier) – książę Brabancji od 1248 r. z dynastii z Louvain.

## Życie
Jan był drugim synem księcia Brabancji Henryka III i Adelajdy, córki księcia Burgundii Hugona IV. Objął rządy w Brabancji po abdykacji upośledzonego fizycznie i umysłowo starszego brata Henryka IV w 1267 r., którą poprzedziła wojna domowa. W 1268 r. jego władzę potwierdził antykról Niemiec Ryszard z Kornwalii.
W okresie swoich rządów Jan wspierał politykę króla Francji Filipa III Śmiałego (swego szwagra – Jan był mężem siostry króla Filipa, zmarłej jednak w 1271 r., z kolei Filip kilka lat później poślubił siostrę Jana, Marię). Jan starał się też odgrywać ważną rolę polityczną w swoim regionie. Walczył o swobodny dostęp Brabancji do handlu z Nadrenią, m.in. objął opieką Akwizgran oraz nabył strategicznie położone hrabstwo Kerpen. Gdy w 1283 r. zmarła księżna Limburgii Ermengarda, włączył się w spór o dziedzictwo po wygasłym rodzie książęcym, odkupiwszy roszczenia od hrabiego Adolfa z Bergu (zbyt słabego, by mieć szanse w sporze z hrabiami Geldrii). Wojnę o sukcesję limburską rozstrzygnęła bitwa pod Worringen w 1288 r., w której Jan (wspomagany przez wojska hrabiego Holandii) zadał klęskę połączonym siłom arcybiskupa Kolonii, Luksemburga i Geldrii (sprzymierzeni przeciwko niemu książęta zginęli lub dostali się do jego niewoli). W ten sposób uzyskał księstwo Limburgii. Król Niemiec Adolf z Nassau mianował Jana wójtem Rzeszy na obszarze między Mozelą a Morzem Północnym. 
Jan, lubiący rozrywki wojenne, zmarł w wyniku ran odniesionych podczas turnieju. Za życia dbał jednak także o handel, obdarzał przywilejami miasta i troszczył się o utrzymanie pokoju. Wspierał też poetów, a nawet sam pisał wiersze, zachowały się m.in. sygnowane jego imieniem pieśni minnesingerskie. Jest uważany za najwybitniejszego władcę regionu Niderlandów w końcu XIII wieku.

## Rodzina
Jan był dwukrotnie żonaty. W 1270 r. poślubił Małgorzatę, córkę króla Francji Ludwika IX Świętego. Ta jednak zmarła już w 1271 r., nie pozostawiając potomków. Drugą żoną Jana została w 1273 r. Małgorzata, córka hrabiego Flandrii Gwidona z Dampierre. Z tego małżeństwa pochodziło pięcioro dzieci:
- Gotfryd
- Jan II, ur. 1275, książę Brabancji i Limburgii,
- Małgorzata, ur. 1276, żona króla Niemiec Henryka VII Luksemburskiego,
- Maria, żona księcia Sabaudii Amadeusza V Wielkiego,
- Jan.

Ponadto Jan miał inne dzieci z nieślubnych związków.